# استنلی سویکلینسکی
استنلی سویکلینسکی (انگلیسی: Stanley Cwiklinski؛ زادهٔ ۲۵ ژوئیهٔ ۱۹۴۳) قایقران روئینگ اهل ایالات متحده آمریکا بود.
وی در مسابقات کشوری و بین‌المللی در مجموع برندهٔ ۱ مدال طلا، ۱ مدال برنز شده‌است.